# John Hudson (Sträfling)
John Hudson (* 1774 vermutlich in Middlesex, England; † nach 1791) war ein englischer Sträfling, der im Alter von 9 Jahren zu einer Haftstrafe verurteilt wurde. Er kam im Alter von 13 Jahren in der Sträflingskolonie Australien an. Damit war er der jüngste Sträfling männlichen Geschlechts, der jemals nach Australien deportiert wurde.

## Leben
John, dessen Eltern früh verstorben waren, arbeitete manchmal als Kaminkehrer und wurde am 10. Dezember 1783 zu sieben Jahren Gefängnis verurteilt. Er hatte ein Hemd aus Leinen, fünf Seiden-Socken und zwei Schürzen gestohlen. Vor Gericht hatte der Vollwaise keinen Verteidiger.
Am 30. März 1784 sollte er vom Newgate-Gefängnis auf dem Sträflingsschiff Mercury in die ehemalige britische Kolonie Neuengland in Nordamerika gebracht werden. Dieser Plan wurde aber verworfen, und so wurde er am 24. Mai 1784 auf das Gefängnisschiff Dunkirk in Plymouth verlegt. Nachdem er dort drei Jahre verbracht hatte, wurde er am 3. Mai 1787 von Plymouth nach Australien deportiert. Er verließ England auf der Friendship, die eines von 11 Schiffen der First Fleet war, die am 26. Januar 1788 in Port Jackson ankam. Auf den Schiffen der First Fleet war John eines von 34 Kindern.
Über Hudson ist weiterhin dokumentiert, dass er am 4. März 1790 Port Jackson auf der HMS Sirius in Richtung der  Norfolk-Insel verließ. Am 15. Februar 1791 erhielt er dort 50 Peitschenhiebe, weil er nach 21:00 Uhr außerhalb seiner Unterkunft aufgegriffen worden war. Über sein weiteres Schicksal ist nichts bekannt.